# Milutin Sredojević
Milutin Sredojević (in serbo Mилутин Cpeдojeвић?; Prokuplje, 1º settembre 1969) è un allenatore di calcio ed ex calciatore jugoslavo, dal 2003 serbo-montenegrino e dal 2006 serbo, di ruolo attaccante, commissario tecnico della nazionale libica.

## Carriera

### Giocatore
Ha giocato dal 1987 al 1988 al NK Lubiana. Nel 1988 si è trasferito al Sinđelić Belgrado. Nel 1989 è passato al Grafičar Belgrado. Nel 1991 è stato acquistato dallo Zorka. Gioca la sua ultima stagione al Pionir. Nel 1994 si ritira.

### Allenatore
Allena dal 1994 al 2000 il Palić. Nel 2000 firma un contratto con lo Spartak Subotica. Nel 2001, dopo una breve esperienza alla guida della Jugoslavia Under-20, allena l'Hajduk Kula. Allena dal 2001 al 2004 il Villa. Nel 2004 firma un contratto con il Saint-George. Ha allenato, dal 13 giugno 2006 al 16 gennaio 2007. Nel 2007 viene ingaggiato dallo Young Africans. Dal 2007 al 2010 allena il Saint-George. Nella stagione 2010-2011 allena l'Al-Hilal. Il 1º novembre 2011 firma un contratto con la nazionale ruandese, che allena fino al 17 aprile 2013. Il 20 maggio 2013 viene ufficializzato il suo ingaggio come allenatore della nazionale ugandese; mentre tra il 2023 e il 2024 guida la nazionale libica.

## Palmarès

### Allenatore

#### Competizioni nazionali
- Campionato ugandese: 4

Villa: 2001, 2002, 2003, 2004
- Coppa d'Uganda: 1

Villa: 2002
- Campionato etiope: 2

St. George: 2004-2005, 2005-2006
- Supercoppa d'Etiopia: 2

St. George 2005, 2006

#### Competizioni internazionali
- Coppa Kagame Inter-Club: 1

Villa: 2003